# Cuando los guayacanes florecían
Cuando los guayacanes florecían es una novela histórica del escritor ecuatoriano Nelson Estupiñán Bass, publicada por la Casa de la Cultura Ecuatoriana en 1954. La trama se sitúa en medio de la rebelión de Carlos Concha Torres en Esmeraldas tras la muerte de Eloy Alfaro, y narra la lucha de un grupo de peones afroecuatorianos contra las fuerzas del ejército y contra un sistema empecinado en negarles la libertad.
La obra es una de las novelas más importantes de la literatura ecuatoriana, así como la obra más recordada del autor. Ha sido traducida al inglés, francés y ruso. Es considerada además una de las novelas claves de la Negritud ecuatoriana, en la que Estupiñán muestra y denuncia la discriminación y explotación del pueblo afroecuatoriano por las fuerzas opresoras de la época.

## Argumento
Alberto Morcú, Juan Cagua y Pedro Tamayo son tres conciertos afroecuatorianos de Esmeraldas que deciden unirse a la revuelta de Carlos Concha Torres para vengar el asesinato de Eloy Alfaro. El capitán reclutador se halla extrañado de su condición de conciertos, pues el concertaje había sido abolido por Alfaro varios años atrás. La dueña de la hacienda donde eran obligados a trabajar, doña Jacinta, intenta impedir que los tres peones se marchen, pero el capitán la encara y le deja claro que había perdido el poder sobre ellos. Doña Jacinta jura vengarse.
La rebelión de las fuerzas conchistas empieza con pie derecho la ofensiva, derrotando al ejército ecuatoriano, compuesto principalmente por soldados de la Sierra, en varias de las primeras batallas. Eventualmente las fuerzas conchistas empiezan a propasarse en su accionar, ejecutando personas inocentes y robando ganado de haciendas asediadas. Los tres ex conciertos rechazan los abusos de algunos de sus dirigentes, pero su posición los obliga a aceptar los sucesos con estoicismo.
Cuando la rebelión es derrotada, los combatientes conchistas resumen sus actividades cotidianas, pero el gobierno nombra a varios blancos para pacificar la provincia. Las nuevas autoridades provinciales abusan del pueblo y traen condiciones de vida aún peores de las que existían antes de la revuelta. Pedro Tamayo cae preso y es llevado a Quito, mientras Alberto y Juan son engañados por las autoridades y apresados en Esmeraldas, donde Doña Jacinta los encuentra y llega a un acuerdo con el intendente de policía para que vuelvan al concertaje.
Un día antes de ser llevados a la hacienda de Doña Jacinta, los ex conciertos logran escapar de la cárcel. El intendente envía un pelotón de soldados para capturarlos, quienes encuentran y asesinan a Alberto y a Juan, aún luego de reconocer que en realidad eran inocentes y que los verdaderos criminales eran aquellos con poder.

## Recepción
El crítico británico Henry J. Richards se refirió positivamente a la novela, aseverando que ubicaba a Estupiñán en la vanguardia de escritores hispanoamericanos de la época. Galo René Pérez, por su lado, calificó Cuando los guayacanes florecían como una hermosa novela, asegurando que el autor había logrado retratar la experiencia del hombre afroecuatoriano en la provincia de Esmeraldas, apreciación compartida por el crítico y escritor Hernán Rodríguez Castelo.